# Bistum Nicolet
Das Bistum Nicolet (lateinisch Dioecesis Nicoletana, französisch Diocèse de Nicolet) ist eine in Kanada gelegene römisch-katholische Diözese mit Sitz in Nicolet.

## Geschichte
Das Bistum Nicolet wurde am 10. Juli 1885 durch Papst Leo XIII. aus Gebietsabtretungen des Bistums Trois Rivières errichtet. Es ist dem Erzbistum Sherbrooke als Suffraganbistum unterstellt.

## Bischöfe von Nicolet
- 1885–1904 Elphège Gravel
- 1904–1937 Joseph-Simon-Herman Brunault
- 1938–1950 Albini Lafortune
- 1950–1989 Joseph Albertus Martin
- 1989–2011 Raymond Saint-Gelais
- 2011–2022 André Gazaille
- seit 2022 Daniel Jodoin